# Wilismar Padrón
Wilismar Karina Padrón (* 2004) ist eine venezolanische Leichtathletin, die im Sprint sowie im Hürdenlauf an den Start geht.

## Sportliche Laufbahn
Erste Erfahrungen bei internationalen Meisterschaften sammelte Wilismar Padrón im Jahr 2023, als sie bei den U20-Südamerikameisterschaften in Bogotá in 57,61 s den siebten Platz im 400-Meter-Lauf belegte. Anschließend gelangte sie bei den Zentralamerika- und Karibikspielen in San Salvador mit 3:55,90 min auf den fünften Platz mit der venezolanischen 4-mal-400-Meter-Staffel.
2023 wurde Padrón venezolanische Meisterin im 400-Meter-Hürdenlauf sowie in der 4-mal-400-Meter-Staffel.

## Persönliche Bestzeiten
- 400 Meter: 54,46 s, 30. März 2023 in Caracas
- 400 m Hürden: 59,84 s, 28. April 2023 in Caracas